# 上原保奈美
上原 保奈美（うえはら　ほなみ、1991年7月5日 - ）は、日本の元AV女優。ベネスプロモーション所属に所属していた。特技はクラリネット・ピアノ。

## 略歴
東京都出身。2011年1月、未満より「奇跡のJカップ処女」としてイメージビデオデビュー。
同年4月にエスワンから専属AVデビュー。
2012年一杯でエスワン専属を離れ、2013年からは他社より作品をリリースしている。
2014年6月以降は作品のリリースが停止し、事実上引退状態となっている。

## 作品

### イメージビデオ
2011年
- AV無理（1月1日、未満）
- AV無理2（2月1日、未満）

### アダルトビデオ
2011年
- 新人NO.1 STYLE 処女の好奇心（4月7日、エスワン）[3]
- Jカップの初体験 （5月7日、エスワン）[3]
- 敏感Jcupエクスタシー （6月7日、エスワン）[3]
- 公然猥褻露出 アエギ声出しちゃダメ!! （7月7日、エスワン）[3]
- 爆乳転校生は絶倫プッシー （8月7日、エスワン）[3]
- 妹はご奉仕爆乳メイド （9月7日、エスワン）[3]
- 交わる体液、濃密セックス （10月7日、エスワン）[3]
- ギリモザ 猥褻痴漢 （11月7日、エスワン）[3]
- 貴男だけの爆乳泡姫 （12月19日、エスワン） - 共演：水川菜々子[3]

2012年
- 秘密捜査官の女 心身を緊縛された巨乳謀報員（1月19日、エスワン）[3]
- エスワンファン感謝祭 上原保奈美×素人 貴男のお宅でおヌキします。 （2月19日、エスワン）[3]
- 膣中でイク女（3月19日、エスワン）[3]
- 夫の目の前で犯された若妻（4月19日、エスワン）[3]
- 上原保奈美 エスワン8時間 Special（5月19日、エスワン）[3]※総集編
- 泥酔助平（6月19日、エスワン）[3]
- SSS-BODY この世界に_女を捧げたオンナは今、人一倍SEXに飢えている（7月13日、E-BODY）
- 爆乳激イカセFUCK3時間スペシャル（8月19日、エスワン）
- 童貞泥棒チェリーキャッツ前編『筆おろし精子、いただきます。』（9月7日、エスワン）共演：春菜はな, 上原保奈美, 仲里紗羽
- 美しい痴女の接吻と性交（10月19日、エスワン）
- 催眠 ～私をチ●ポ中毒にしてください～（11月7日、エスワン）[3]
- 童貞泥棒チェリーキャッツ凌辱編『バッコンバッコン大乱交スペシャル（11月19日、エスワン）[3]共演：春菜はな, 上原保奈美, 仲里紗羽
- 旅立ち 上原保奈美、引退。（12月19日、エスワン）

2013年
- 性感ぬるぬる巨乳ローションエステ（3月1日、MOODYZ）
- ランジェリーナ 保奈美（3月1日、WANZ FACTORY）
- 競泳水着専門 爆乳中出しインストラクター！（3月7日、BeFree）
- 爆乳女のマジイキSEX（3月19日、OPPAI）共演：沖田杏梨、滝川ソフィア
- 本能剥き出し生中出しセックス（3月25日、ダスッ！）
- ドリームウーマンVol.90（4月1日、MOODYZ）
- Jカップ爆乳ナース むぎゅむぎゅ病棟ハレンチ看護（4月1日、WANZ FACTORY）
- 僕だけの巨乳女教師ペット（4月13日、溜池ゴロー）
- ホルスタイン揃いの繁殖マ○コちゃんを「ペットボトルぶっ込んで小便注入」したり「ケツ穴にオナホール埋め込んで本当のケツマ○コ化」させたり、子孫繁栄の為ならご自由に…（4月19日、CROSS）共演：美咲結衣、水城奈緒、タイガー小堺
- 上原保奈美 エスワン12時間コンプリートBEST（4月19日、エスワン）※総集編
- ザーメン500連発の洗礼（4月25日、ダスッ！）
- 夫よりも義父を愛して…。（4月25日、Madonna）
- 完璧BODY全裸生活 爆乳四姉妹ハーレム大乱交（4月25日、美）共演：青山菜々、沖田杏梨、風間ゆみ
- 極限露出で男漁り（5月1日、MOODYZ）
- 聖ヤリマン学園援交日記（6月1日、MOODYZ）
- 上原保奈美のJカップを好き勝手に揉みしだいて、中出ししてしまいました（6月1日、蜜月）
- 友人の妻はドスケベ家庭教師（6月19日、VENUS）
- 巨乳すぎるコスプレ美少女に生中出し 上原保奈美（6月21日、TMA）
- 中出しごっくんコスプレイヤー 上原保奈美（6月25日、CMP）
- 不倫溺愛録 Venus.018（6月28日、ONE DA FULL）
- いいなり事務員は隠れ巨乳1（7月15日、K-tribe）
- 近親[無言]相姦　隣にお父さんがいるのよ…（7月19日、VENUS）
- 花盛りのオンナ　Venus#05（8月9日、S級素人）
- 仲良し美巨乳OL 秘境温泉絶頂アクメ旅（8月9日、REAL）共演：朝桐光
- 地味子は隠れ巨乳29（8月15日、K-tribe）
- 巨乳女の極まりないエロさと痴態を堪能せよ！ 上原保奈美（9月13日、CREAM PIE）
- 女のカラダは腰使いで決まる!4時間5（9月13日、BAZOOKA）他4名出演

2014年
- 極上泡姫中出し物語 上原保奈美（6月13日、CREAM PIE）

### 写真集
- Jカップ ― HONAMI(2011年3月16日、双葉社、撮影：マキハラ ススム)ISBN 978-4575303032
- 上原保奈美WEB写真集 「爆乳エンジェル」 XCITY（2011年6月15日、撮影：Tetsu）

## テレビ
- せんべろ女とホルモンおやじ#01 酔いどれの聖地・立石編 フジテレビワンツーネクスト

## 雑誌
- TENGU 2012年5月号（表紙）